# Теория Черна — Вейля
Характеристические классы — это далеко идущее обобщение таких количественных понятий элементарной геометрии, как степень плоской алгебраической кривой или сумма индексов особых точек векторного поля на поверхности. Более подробно они описаны в соответствующей статье. Теория Черна — Вейля позволяет представлять некоторые характеристические классы как выражения от кривизны.

## Вложение при помощи линейной системы

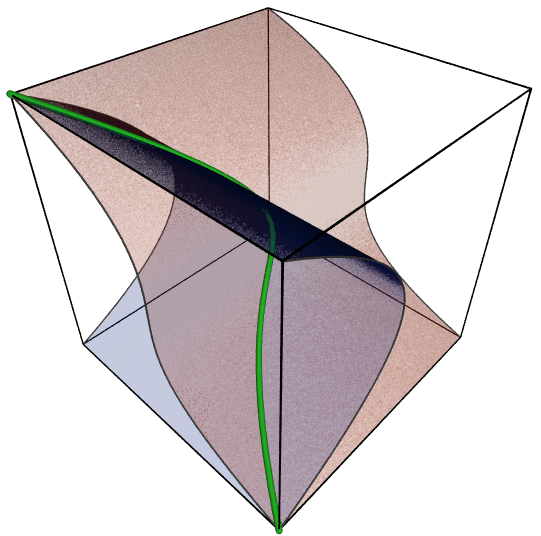
Скрученная кубика — образ вложения рациональной кривой при помощи линейного расслоения

Наборы точек на алгебраической кривой с некоторыми кратностями называются дивизорами. Если, например, дана кривая, лежащая на комплексной проективной плоскости (или, более общо, комплексном проективном пространстве {\displaystyle \mathbb {C} \mathrm {P} ^{n}}), то множество точек, по которой её пересекает какая-нибудь прямая, с кратностями, равными кратностям пересечения (или, если кривая лежит в пространстве, какая-нибудь гиперплоскость) — это дивизор. В алгебраической геометрии обычно рассматриваются не отдельные дивизоры, а их классы. Так, плоской кривой можно сопоставить класс дивизоров, состоящий из дивизоров, высекаемых на кривой всевозможными прямыми (всевозможными гиперплоскостями). Он называется линейной системой дивизоров, соответствующей данному вложению (обычно говорят просто «линейная система»). 
Вопрос. Пусть дана абстрактная кривая, никуда не вложенная, и линейная система, соответствующая некоторому вложению. Можно ли по ней восстановить это вложение (с точностью до проективного преобразования объемлющего пространства)? 
Оказывается, это возможно. Для этого, однако, нужно получше понять, что такое гиперплоскость в проективном пространстве. В аффинном пространстве гиперплоскость может быть задана как ядро (множество нулей) линейной функции (и такая функция будет единственна с точностью до умножения на ненулевое число). На проективном пространстве, однако, никаких линейных функций нет: всякая голоморфная функция на компактном комплексном многообразии постоянна. Если {\displaystyle V} — векторное пространство, то точки его проективизации {\displaystyle \mathrm {P} (V)} — это прямые {\displaystyle \ell \subset V}, и если {\displaystyle \varphi } — линейная функция на {\displaystyle V}, то «значение» {\displaystyle \varphi } в точке {\displaystyle \ell \in \mathrm {P} (V)} — это линейный функционал на соответствующем линейном пространстве {\displaystyle \ell \subset V}, то есть вектор в двойственном линейном пространстве {\displaystyle \ell ^{*}}. При этом прямые, на которых этот функционал равен тождественному нулю — это в точности прямые, лежащие в ядре {\displaystyle \varphi }; соответствующие им точки в проективизации образуют проективную гиперплоскость.
Формализуется это следующим образом: проективизация {\displaystyle \mathrm {P} (V)} допускает над собою тавтологическое линейное расслоение, слой которого над точкой {\displaystyle \ell \in \mathrm {P} (V)} есть сама прямая {\displaystyle \ell \subset V}, рассматриваемая как линейное пространство. Это расслоение обозначается символом {\displaystyle {\mathfrak {O}}(-1)}. Сопряжённое к нему линейное расслоение (то есть такое, слои которого в каждой точке двойственны слоям исходного расслоения в тех же точках) обозначается {\displaystyle {\mathfrak {O}}(1)}; его сечения соответствуют линейным функционалам на векторном пространстве {\displaystyle V}. Соответственно, множества нулей сечений — это гиперплостости. Тем самым, если {\displaystyle C\subset \mathbb {C} \mathrm {P} ^{n}} — проективная кривая, то соответствующая линейная система на ней состоит из дивизоров нулей сечений расслоения {\displaystyle L={\mathfrak {O}}(1)|_{C}}.
Если имеется абстрактная кривая, то линейное расслоение на ней может быть восстановлено по множествам нулей своих всевозможных сечений (при условии, что различных сечений достаточно много). Таким образом, по линейной системе дивизоров на абстрактной кривой можно восстановить линейное расслоение, для которого эти дивизоры — нулевые уровни его сечений. Следовательно, вопрос можно переформулировать следующим образом.
Вопрос. Пусть имеется вложение алгебраической кривой {\displaystyle f\colon C\to \mathbb {C} \mathrm {P} ^{n}}, и {\displaystyle f^{*}{\mathfrak {O}}(1)=L\to C} — ограничение на неё расслоения {\displaystyle {\mathfrak {O}}(1)}. Зная только {\displaystyle L}, можно ли восстановить вложение {\displaystyle f}?
Заметим, что расслоение {\displaystyle L} обладает следующим свойством: для всякой точки {\displaystyle x\in C} существует сечение {\displaystyle s\in \Gamma (L)} такое, что {\displaystyle s(x)\neq 0}. Это верно, например, потому что для любой точки пространственной кривой можно выбрать сечение гиперплоскостью, не проходящей через эту точку, и ограничить соответствующее сечение {\displaystyle {\mathfrak {O}}(1)} на кривую. Расслоения с таким свойством называются порождёнными глобальными сечениями. Конструкция вложения теперь очень простая. Рассмотрим пространство сечений {\displaystyle \Gamma (L)}. Каждая точка {\displaystyle x\in C} определяет отображение {\displaystyle \Gamma (L)\to L_{x}} отображением вычисления {\displaystyle s\mapsto s(x)}. Таким образом, точка кривой определяет вектор в пространстве {\displaystyle \Gamma (L)^{*}}, хорошо определённый с точностью до пропорциональности — то есть точку в проективном пространстве {\displaystyle \mathrm {P} (\Gamma (L)^{*})}. Это и задаёт вложение {\displaystyle C\to \mathrm {P} (\Gamma (L)^{*})}, с точностью до проективного соответствия совпадающее с исходным.
Что мы, в сущности, показали? Всякое линейное расслоение на кривой, порождённое глобальными сечениями, может быть получено как обратный образ расслоения {\displaystyle {\mathfrak {O}}(1)\to \mathbb {C} \mathrm {P} ^{n}} относительно некоторого алгебраического отображения {\displaystyle C\to \mathbb {C} \mathrm {P} ^{n}}. При этом степень расслоения (число нулей у его общего сечения) оказывается равной степени образа кривой при таком вложении. Её можно понимать как число точек пересечения с гиперплоскостью — то есть индекс пересечения классов гомологий {\displaystyle [f(C)]} и {\displaystyle [\mathbb {C} \mathrm {P} ^{n-1}]}, а можно как интеграл: форма Фубини — Штуди {\displaystyle \omega } двойственна по Пуанкаре классу гиперплоского сечения {\displaystyle [\mathbb {C} \mathrm {P} ^{n-1}]} (с точностью до умножения на {\displaystyle 2\pi }), так что степень дивизора может быть вычислена как {\displaystyle {\frac {1}{2\pi }}\int _{f(C)}\omega ={\frac {1}{2\pi }}\int _{C}f^{*}\omega }. Заметим, что форма Фубини — Штуди есть форма кривизны на расслоении {\displaystyle {\mathfrak {O}}(1)}. Таким образом, степень линейного расслоения {\displaystyle L} на алгебраической кривой, порождённого глобальными сечениями, может быть выражена как интеграл кривизны некторой связности на нём. Теория Черна — Вейля утверждает гораздо большее: в частности, степень любого линейного расслоения над алгебраической кривой (и вообще любым вещественно двумерным компактным ориентируемым многообразием) равняется интегралу кривизны любой связности в нём (делённому на {\displaystyle 2\pi }).

## Классифицирующие отображения для линейных расслоений
Реализация линейных расслоений при помощи отображений по линейной системе страдает существенными недостатками: так, у расслоения может не быть вообще никаких сечений. В случае кривой это можно искусственно поправить, потому что тогда имеются сечения у двойственного расслоения, и иногда можно получить исходное расслоение как обратный образ {\displaystyle {\mathfrak {O}}(1)} вдоль антиголоморфного отображения. Но на комплексной поверхности линейное расслоение может быть «положительным» в одном направлении, а «отрицательным» в другом, и подобным трюком обойтись уже нельзя. Вместе с тем, отображения по линейной системе дают некоторую интуицию, которая позволяет добиться гораздо большего, если задаться не алгебраическими или голоморфными отображениями, а произвольными непрерывными.

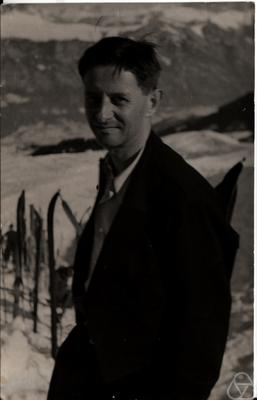
Хайнц Хопф (1936)

Вернёмся к расслоению {\displaystyle {\mathfrak {O}}(1)\to \mathrm {P} (V)}, и будем считать, что пространство {\displaystyle V} снабжено эрмитовой метрикой. Тогда и расслоение {\displaystyle {\mathfrak {O}}(1)} снабжено эрмитовой метрикой. Выделим в нём расслоение векторов единичной длины: на нём действует унитарная группа {\displaystyle \mathrm {U} (1)}, притом в каждом слое свободно и транзитивно. Тотальное пространство этого расслоения может быть отождествлено с единичной сферой {\displaystyle S^{2n+1}} в {\displaystyle V}. Расслоение {\displaystyle S^{2n+1}\to \mathbb {C} \mathrm {P} ^{n}} со слоем окружность — это хорошо известное расслоение Хопфа.
Эрмитово (неполное) пространство {\displaystyle \mathbb {C} ^{\infty }}, реализованное как предел включений {\displaystyle \mathbb {C} \subset \mathbb {C} ^{2}\subset \mathbb {C} ^{3}\subset \dots } с топологией объединения, содержит в себе единичную сферу {\displaystyle S^{\infty }}, к которой вышесказанное относится в той же мере. Фактор {\displaystyle S^{\infty }} по действию {\displaystyle \mathrm {U} (1)} — это бесконечномерное проективное пространство {\displaystyle \mathbb {C} \mathrm {P} ^{\infty }} с топологией объединения своих конечномерных подпространств, составляющих некоторый полный флаг. Однако в отличие от своих конечномерных собратьев оно отличается следующими свойствами:
1. Тотальное пространство бесконечномерного расслоения Хопфа (то есть {\displaystyle S^{\infty }}) стягиваемо.
2. Если {\displaystyle P\to X} — главное расслоение со слоем {\displaystyle \mathrm {U} (1)}, то есть расслоение на окружности, снабжённое действием унитарной группы {\displaystyle \mathrm {U} (1)}, свободным и транзитивным на каждом слое, то существует отображение {\displaystyle f_{P}\colon X\to \mathbb {C} \mathrm {P} ^{\infty }} такое, что {\displaystyle P} изоморфно обратному образу бесконечномерного расслоения Хопфа вдоль {\displaystyle f_{P}}.
3. Для данного главного расслоения {\displaystyle P\to X} все такие отображения {\displaystyle f_{P}} гомотопны друг другу. Любое из них называется классифицирующим отображением.

Хотя тотальное пространство бесконечномерного расслоения Хопфа стягиваемо, топология его базы {\displaystyle \mathbb {C} \mathrm {P} ^{\infty }} нетривиальна: для всякого чётного числа {\displaystyle 2k} его целочисленные когомологии {\displaystyle H^{2k}} одномерны. Как градуированная алгебра они изоморфны кольцу многочленов {\displaystyle \mathbb {Z} [t]}, где {\displaystyle \deg t=2}. Обратный образ образующей {\displaystyle t\in H^{2}} вдоль отображения, в силу третьего свойства из списка выше — корректно определённый инвариант главного расслоения. Это и есть класс Черна.
Заметим, что в ограничении на каждый из конечномерных {\displaystyle \mathbb {C} \mathrm {P} ^{n}\subset \mathbb {C} \mathrm {P} ^{\infty }} класс {\displaystyle t} может быть представлен в когомологиях де Рама как класс формы Фубини — Штуди, делённый на {\displaystyle 2\pi }. С другой стороны, форма Фубини — Штуди есть кривизна инвариантной связности в {\displaystyle {\mathfrak {O}}(1)\to \mathbb {C} \mathrm {P} ^{\infty }}, то есть его оттяг вдоль {\displaystyle f_{P}} есть кривизна некоторой {\displaystyle \mathrm {U} (1)}-эквивариантной связности в главном расслоении {\displaystyle P}. Если проверить, что кривизны {\displaystyle \mathrm {U} (1)}-эквивариантных связностей в главном {\displaystyle \mathrm {U} (1)}-расслоении суть замкнутые 2-формы, принадлежащие к одному и тому же классу когомологий де Рама, немедленно получается утверждение теории Черна — Вейля для линейных расслоений:
Теорема. Пусть {\displaystyle L\to X} — эрмитово линейное расслоение, и {\displaystyle \omega } — форма кривизны какой-нибудь унитарной связности в {\displaystyle L}. Тогда {\displaystyle {\frac {1}{2\pi }}[\omega ]=c_{1}(L)\in H^{2}(X,\mathbb {Z} )}.
Из неё, к примеру, немедленно следует теорема Гаусса — Бонне.

## Классифицирующие пространства
С расслоениями иными, нежели линейные, можно также связать главные {\displaystyle G}-расслоения для иных групп {\displaystyle G}: так, с эрмитовым расслоением ранга {\displaystyle n} связано главное расслоение со структурной группой {\displaystyle \mathrm {U} (n)}, слои которого — пространства, параметризующие ортонормированные реперы в данном слое векторного расслоения. Обратно, по главному {\displaystyle G}-расслоению и представлению группы {\displaystyle G} восстанавливается векторное расслоение. Если главное {\displaystyle G}-расслоение было снабжено {\displaystyle G}-эквивариантной связностью, то получающееся векторное расслоение также будет снабжено связностью, сохраняющей {\displaystyle G}-структуру.
Оказывается, для произвольной группы Ли {\displaystyle G} (или, более общо, топологической группы) существует аналог расслоения Хопфа. Это некоторое главное {\displaystyle G}-расслоение; оно обозначается {\displaystyle EG\to BG}, а его база называется классифицирующим пространством. Оно единственно с точностью до гомотопической эквивалентности, и обладает следующими свойствами:
1. Все гомотопические группы его тотального пространства {\displaystyle EG} тривиальны.
2. Для всякого главного {\displaystyle G}-расслоения {\displaystyle P\to X} существует классифицирующее отображение {\displaystyle f_{P}\colon X\to BG} такое, что {\displaystyle P} получается как обратный образ расслоения {\displaystyle EG\to BG} вдоль {\displaystyle f_{P}}.
3. Все классифицирующие отображения гомотопны друг другу.

Например, если {\displaystyle G=\mathbb {Z} }, то в качестве {\displaystyle BG} можно выбрать окружность, а {\displaystyle EG} — её универсальную накрывающую, вещественную прямую. В большинстве случаев, однако, классифицирующее пространство не имеет гомотопический тип компактного многообразия: так уже для {\displaystyle G=\mathbb {Z} /2} в качестве {\displaystyle EG} возникает опять бесконечномерная сфера, на которой {\displaystyle \mathbb {Z} /2} действует антиподальным отображением, а {\displaystyle BG} — фактор по нему, то есть {\displaystyle \mathbb {R} \mathrm {P} ^{\infty }}. Из этого конструкцией, аналогичной описанной выше, получается первый класс Штифеля — Уитни вещественного линейного расслоения.

## Алгебра Вейля

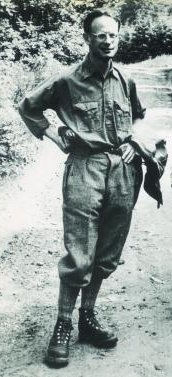
Андре Вейль (1956)

Если для группы {\displaystyle G} можно вычислить алгебру когомологий {\displaystyle H(BG)} (которая уже корректно определённая алгебра в сили того, что все классифицирующие пространства гомотопны друг другу), то обратные образы классов оттуда вдоль классифицирующих отображений будут инвариантами главных расслоений. Эта задача, однако, весьма трудна, во всяком случае если алгебру когомологий брать с целочисленными коэффициентами.
Для многообразий задача вычисления когомологий с вещественными коэффициентами упрощается тем, что их можно считать как когомологии де Рама. Классифицирующие пространства, однако, не являются многообразиями. Идею того, как можно реализовать де-рамовский подход к когомологиям {\displaystyle BG}, даёт так называемый комплекс Шевалле — Эйленберга. Если {\displaystyle G} — группа Ли, то в её комплексе дифференциальных форм имеется подкомплекс лево-инвариантных дифференциальных форм. Лево-инвариантная дифференциальная форма определяется своим значением на касательном пространстве в единице {\displaystyle e\in G}, то есть кососимметрической полилинейной формой на алгебре Ли {\displaystyle {\mathfrak {g}}}. Таким образом, как алгебра с кососимметрическим умножением пространство лево-инвариантных дифференциальных форм изоморфно внешней алгебре {\displaystyle \Lambda ({\mathfrak {g}}^{*})}. Дифференциал на этой алгебре, как легко вывести из стандартной формулы для дифференциала де Рама, в члене {\displaystyle {\mathfrak {g}}^{*}\to \Lambda ^{2}{\mathfrak {g}}^{*}} есть отображение, двойственное к скобке {\displaystyle [\cdot ,\cdot ]\colon \Lambda ^{2}{\mathfrak {g}}\to {\mathfrak {g}}} (точнее, со знаком минус), а дальше оно продолжается по градуированному правилу Лейбница, пользуясь тем, что внешняя алгебра порождена своей первой градуировочной компонентой. Итак, имеется конечномерный подкомплекс {\displaystyle \Lambda {\mathfrak {g}}^{*}\subset \Omega (G)}, который, несмотря на геометрическую мотивацию, можно определить число алгебраически, в терминах алгебры Ли. Его когомологии называются когомологиями алгебры Ли {\displaystyle {\mathfrak {g}}}; они естественно лежат в когомологиях де Рама группы Ли {\displaystyle G}, и более того, когда {\displaystyle G} компактна, они равны всем когомологиям де Рама группы Ли {\displaystyle G}.
Это мотивирует попытаться формально, в терминах одной только алгебры Ли {\displaystyle {\mathfrak {g}}}, определить, что такое алгебра де Рама классифицирующего пространства — а точнее, алгебра де Рама пространства {\displaystyle EG}. Напомню, что от {\displaystyle EG} требуется две вещи: это стягиваемое пространство, на котором {\displaystyle G} действует свободно. Соответствующие алгебраические требования таковы: {\displaystyle \Omega (EG)} есть дифференциально-градуированная алгебра с нулевыми когомологиями (кроме как в нулевой градуировке, где они одномерны), на которой действует дифференцированиями алгебра Ли {\displaystyle {\mathfrak {g}}}, притом естественное отображение {\displaystyle \Omega (EG)\to \Lambda {\mathfrak {g}}^{*}} сюръективно.
Алгебру с требуемыми свойствами довольно легко построить, она называется алгеброй Вейля и обозначается {\displaystyle W({\mathfrak {g}})}. Именно, это градуированная внешняя алгебра {\displaystyle \Lambda ({\mathfrak {g}}\oplus {\mathfrak {g}}[1])} — то есть двух копий {\displaystyle {\mathfrak {g}}}, одна из которых имеет чётную градуировку, а другую нечётную. Эквивалентно, это тензорное произведение {\displaystyle \Lambda ({\mathfrak {g}}^{*})\otimes \mathrm {Sym} ({\mathfrak {g}}^{*})}, где образующие внешней алгебры имеют градуировку 1, а симметрической — градуировку 2. Также она может быть представлена как тотальный комплекс следующего бикомплекса:
| {\displaystyle k} | {\displaystyle \to } | {\displaystyle \Lambda ^{1}({\mathfrak {g}}^{*})}       | {\displaystyle \to } | {\displaystyle \Lambda ^{2}({\mathfrak {g}}^{*})}                                                | {\displaystyle \to } | {\displaystyle \Lambda ^{3}({\mathfrak {g}}^{*})}                                                | {\displaystyle \to \dots } |
|                   |                      | {\displaystyle \downarrow }                             |                      | {\displaystyle \downarrow }                                                                      |                      | {\displaystyle \downarrow }                                                                      |                            |
|                   |                      | {\displaystyle \mathrm {Sym} ^{1}({\mathfrak {g}}^{*})} | {\displaystyle \to } | {\displaystyle \mathrm {Sym} ^{1}({\mathfrak {g}}^{*})\otimes \Lambda ^{1}({\mathfrak {g}}^{*})} | {\displaystyle \to } | {\displaystyle \mathrm {Sym} ^{1}({\mathfrak {g}}^{*})\otimes \Lambda ^{2}({\mathfrak {g}}^{*})} | {\displaystyle \to \dots } |
|                   |                      |                                                         |                      | {\displaystyle \downarrow }                                                                      |                      | {\displaystyle \downarrow }                                                                      |                            |
|                   |                      |                                                         |                      | {\displaystyle \mathrm {Sym} ^{2}({\mathfrak {g}}^{*})}                                          | {\displaystyle \to } | {\displaystyle \mathrm {Sym} ^{2}({\mathfrak {g}}^{*})\otimes \Lambda ^{1}({\mathfrak {g}}^{*})} | {\displaystyle \to \dots } |
|                   |                      |                                                         |                      |                                                                                                  |                      | {\displaystyle \downarrow }                                                                      |                            |
|                   |                      |                                                         |                      |                                                                                                  |                      | {\displaystyle \mathrm {Sym} ^{3}({\mathfrak {g}}^{*})}                                          | {\displaystyle \to \dots } |

Дифференциалы в строках здесь являются комплексами Шевалле — Эйленберга с добавленным действием на {\displaystyle {\mathfrak {g}}}-модулях {\displaystyle \mathrm {Sym} ^{k}({\mathfrak {g}}^{*})} (в частности, первый дифференциал во всякой строке отображает элемент {\displaystyle m\in M=\mathrm {Sym} ^{k}({\mathfrak {g}}^{*})} в оператор {\displaystyle {\mathfrak {g}}\to M}, {\displaystyle v\mapsto [m,v]}), а каждый столбец представляет собой комплекс Кошуля {\displaystyle \Lambda ^{k}(V)\to V\otimes \Lambda ^{k-1}(V)\to \mathrm {Sym} ^{2}(V)\otimes \Lambda ^{k-2}(V)\to \dots \to \mathrm {Sym} ^{k-1}(V)\otimes V\to \mathrm {Sym} ^{k}(V)}, который можно связать не только с алгеброй Ли, но и с любым векторным пространством. Из его ацикличности можно вывести, что комплекс Вейля также не имеет когомологий, за исключением нулевых.
Если бикомплекс Вейля {\displaystyle W({\mathfrak {g}}^{*})} является аппроксимацией дифференциальных форм на пространстве {\displaystyle EG}, а его нулевая строчка, алгебра Шевалле — Эйленберга, является алгеброй лево-инвариантных дифференциальных форм на {\displaystyle G}, то аналогом дифференциальных форм, поднимающийся с базы — то есть «алгебры де Рама» {\displaystyle BG} — являются элементы диагонали бикомплекса, алгебра симметрических функций на {\displaystyle {\mathfrak {g}}}. При этом замкнутыми формами будут в точности те, что замкнуты относительно дифференциала в алгебре Вейля. Из того, как он устроен на диагональных элементах (что было указано в предыдущем абзаце), следует, что это попросту полиномиальные функции на {\displaystyle {\mathfrak {g}}}, инвариантные относительно присоединённого действия группы {\displaystyle G} на своей алгебре Ли.

## Гомоморфизм Черна — Вейля

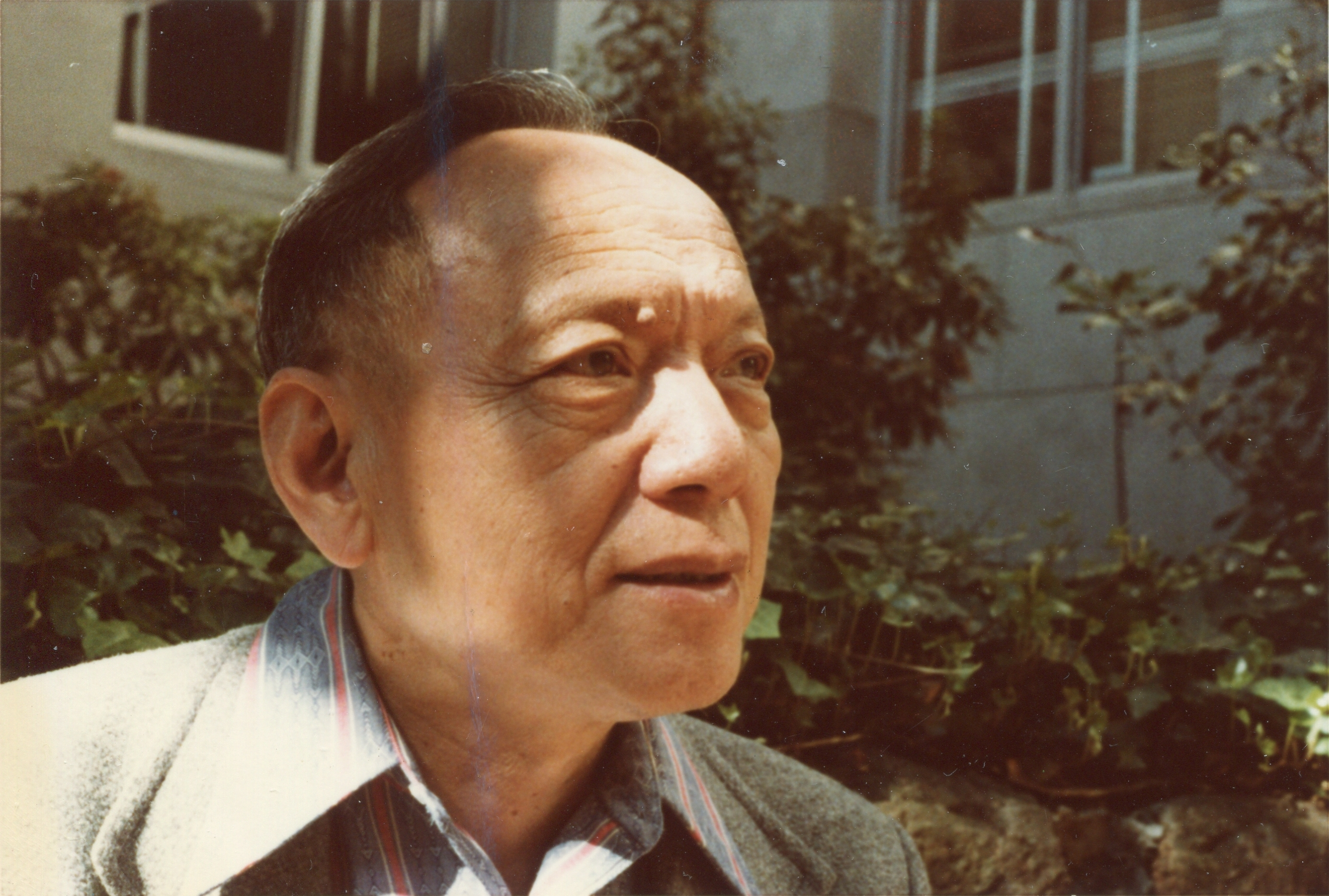
Шиинг-Шен Черн (1977)

Пусть {\displaystyle G} — группа Ли, {\displaystyle P\to X} — главное {\displaystyle G}-расслоение. Выберем в нём связность, то есть подрасслоение {\displaystyle Hor\subset TP} такое, что проекция отображает слои этого подрасслоения на касательные пространства к {\displaystyle X} изоморфно, и это подрасслоение сохраняется действием {\displaystyle G}. Его можно закодировать {\displaystyle G}-инвариантной проекцией на вертикальное подрасслоение (то есть расслоение касательных пространств к {\displaystyle G}-орбитам). Касательное пространство к орбите свободного действия группы Ли {\displaystyle G} канонически изоморфно алгербе Ли {\displaystyle {\mathfrak {g}}}, так что эта форма может быть задана как 1-форма {\displaystyle \theta \colon TP\to {\mathfrak {g}}}. Другой инвариант связности это её кривизна, в данном случае получающаяся как проекция коммутатора двух горизонтальных векторных полей (то есть сечений {\displaystyle Hor}) на касательные пространства к слоям. Это 2-форма {\displaystyle \Phi } с коэффициентами в {\displaystyle {\mathfrak {g}}}.
Это позволяет связать со связностью гомоморфизм дифференциально-градуированных алгебр {\displaystyle W({\mathfrak {g}})\to \Omega (P)}, который и будет заменой классифицирующему отображению. В данном случае его оказывается удобнее определять между тотальными пространствами, а не между базами. Его достаточно определить на образующих, то есть {\displaystyle \Lambda ^{1}({\mathfrak {g}}^{*})} и {\displaystyle \mathrm {Sym} ^{1}({\mathfrak {g}}^{*})}. Оба этих пространства суть просто функционалы на алгебре Ли; но первое должно отобразиться в 1-формы на тотальном пространстве {\displaystyle P}, а второе — в 2-формы. Отправим функционал {\displaystyle \varphi \in \Lambda ^{1}({\mathfrak {g}}^{*})} в 1-форму {\displaystyle v\mapsto \varphi (\theta (v))}, а функционал {\displaystyle \psi \in \mathrm {Sym} ^{1}({\mathfrak {g}}^{*})} — в 2-формы {\displaystyle v\wedge w\mapsto \psi (\Phi (v,w))}. Это отображение называется гомоморфизмом Черна — Вейля, можно проверить, что оно действительно является {\displaystyle G}-эквивариантным гомоморфизмом дифференциально-градуированных алгебр {\displaystyle W({\mathfrak {g}})\to \Omega (P)}. В частности, элементы с диагонали бикомплекса Вейля оно отображает в {\displaystyle G}-инвариантные формы на {\displaystyle P}, то есть обратные образы дифференциальных форм на {\displaystyle X}. Поскольку замкнутые относительно дифференциала Вейля элементы переходят в замкнутые формы, инвариантные многочлены на алгебре Ли дадут замкнутые формы на базе главного расслоения. Они называются характеристическими формами. В явном виде их можно записать как
{\displaystyle \psi (\Theta )(v_{1},\dots ,v_{2k})={\frac {1}{(2k)!}}\sum _{\sigma \in S_{2k}}(-1)^{\sigma }\psi (\Theta (v_{\sigma (1)},v_{\sigma (2)}),\dots ,\Theta (v_{\sigma (2k-1)},v_{\sigma (2k)})).}
Здесь {\displaystyle \psi \in \mathrm {Sym} ^{k}({\mathfrak {g}}^{*})} — инвариантный многочлен, а {\displaystyle \Theta } — кривизна. При выборе другой связности в главном расслоении кривизна и характеристические формы изменятся, однако их классы когомологий останутся прежними.

## Примеры
Для группы {\displaystyle \mathrm {GL} (n,\mathbb {C} )} можно определить инвариантные функции {\displaystyle \psi _{i}} на её алгебре Ли {\displaystyle {\mathfrak {gl}}(n,\mathbb {C} )} условием {\displaystyle \det \left(\mathrm {Id} -t{\frac {x}{2\pi {\sqrt {-1}}}}\right)=\sum _{i=1}^{n}\psi _{i}(x)t^{i}}. Получившиеся классы являются классами Черна. Аналогичная формула для {\displaystyle \mathrm {GL} (n,\mathbb {R} )} определяет классы, называемые классами Понтрягина (только из знаменателя нужно будет убрать {\displaystyle {\sqrt {-1}}}).
В случаях общих линейных групп алгебра инвариантных многочленов порождена многочленами {\displaystyle A\mapsto \mathrm {Tr} (A^{k})}. Вообще говоря, это не так: например, на специальной ортогональной алгебре Ли {\displaystyle {\mathfrak {so}}(2n)} имеется многочлен пфаффиан, имеющий степень {\displaystyle n}. Соответствующий ему класс (делённый на {\displaystyle (2\pi )^{n}}) называется классом Эйлера.

## В физике

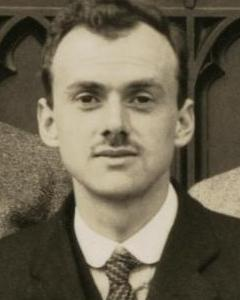
Поль Дирак (1929)

Теория Черна — Вейля — один из многих эквивалентных способов определять характеристические классы. С математической точки зрения он имеет много недостатков: он, подобно когомологиям де Рама, работает только для случая, когда база является многообразием, не улавливает классы, принадлежащие подгруппе кручения в когомологиях, а целочисленность классов, получаемых интегрированием неких дифференциальных выражений, далеко не очевидна (в то время как при некоторых других способах целочисленность получается автоматически). 
Зато эта целочисленность, по крайней мере для случая линейных расслоений, имеет неожиданное применение в физике. Тензор электромагнитного поля есть 2-форма на пространстве-времени, которая на самом деле является формой кривизны некоторой связности в эрмитовом линейном расслоении. Обыкновенно считается физически разумным предполагать, что это расслоение тривиально. Дирак заметил, что если допустить, что это расслоение может быть нетривиальным, то его класс Черна будет равняться магнитному заряду. Тем самым, из целочисленности классов Черна вытекает, что если одиночный магнитный полюсь всё же существует, то его заряд является целым кратным некоторого элементарного магнитного заряда.
Примечательно, что теорема Дирака о квантовании магнитного заряда появилась в 1931 году, то есть более чем за 10 лет до появления теории Черна — Вейля.

## История
Связь между кривизной и топологией была впервые замечена, вероятно, Люилье. Теорема Гаусса — Бонне, послужившая важным шагом по направлению к теории Черна — Вейля, была впервые сформулирована в современном виде (для компактных ориентируемых поверхностей) в 1888 году фон Диком.
Многомерный аналог теоремы Гаусса — Бонне был предложен в 1925 году Хопфом: он рассматривал гиперповерхности в пространстве {\displaystyle \mathbb {R} ^{2n+1}}, и ввёл на них аналог гауссовой кривизны как обратный образ формы объёма на единичной сфере относительно гауссова отображения. Ему удалось выразить эту форму как многочлен от локальных кривизн, похожий на формулу для характеристической формы (см. выше). Для чётномерных подмногообразий евклидова пространства коразмерности более 1 аналоги теоремы Гаусса — Бонне установили независимо Аллендорфер и Фенхель в 1940 году. Их доказательство сводило задачу к границе небольшой трубчатой окрестности подмногообразия, которая является гиперповерхностью, и покрывается теоремой Хопфа. Граница, говоря современным языком, является расслоением единичных сфер в нормальном расслоении гиперповерхности, и вышеупомянутые локальные кривизны позволяют получить формулу для класса Эйлера этого подмногообразия.
Черн по предложению Вейля занялся поиском аналогичного результата для произвольных римановых многообразий, никуда не вложенных, и пришёл к выводу о том, что аналогом гауссова отображения для абстрактного риманова многообразия является расслоение единичных сфер в касательном расслоении. Его итоговый результат 1944 года, известный как обобщённая формула Гаусса — Бонне, утверждает, что эйлерова характеристика чётномерного риманова многообразия равна интегралу пфаффиана его кривизны. Ранее эта теорема была доказана Вейлем и Аллендорфером, но их доказательство казалось Вейлю неудовлетворительным (оно опиралось на локальные вложения многообразия в евклидово пространство и последующее склеивание, что не даёт достаточного понимания геометрии, стоящей за этой формулой). Впоследствии Черну удалось найти выражение не только для класса Эйлера, но и для классов Черна. Он пытался определить их для произвольного чётномерного риманова многообразия, но оказалось, что это возможно только для эрмитовых многообразий. Это понимание стало важным шагом в развитии комплексной геометрии.
Параллельно пытался строить характеристические классы через дифференциальные формы развивал Понтрягин; он рассматривал только подмногообразия в {\displaystyle \mathbb {R} ^{n}}, oднако вместо гауссова отображения границы трубчатой окрестности он рассматривал отображение в грассманиан, и сумел в 1944 году выписать корректные формулы для характеристических форм. Однако случай абстрактных римановых многообразий он не рассматривал, и, по всей видимости, последние работы Черна не были ему известны.
Гомологическая алгебра, стоящая за доказательством Черна, была прояснена Анри Картаном в заметке 1951 года, основанной на неопубликованном тексте Вейля. В частности, в ней было введено понятие алгебры Вейля.
Связь между дифференциальной геометрией разнообразных гауссовых отображений и вложениями при помощи линейных систем в алгебраической геометрии, которые рассматривались геометрами итальянской школы начиная с Веронезе, прояснилась только после работ Кодаиры.